# 43971 Gabzdyl
43971 Gabzdyl è un asteroide della fascia principale. Scoperto nel 1997, presenta un'orbita caratterizzata da un semiasse maggiore pari a 2,6469743 UA e da un'eccentricità di 0,1750917, inclinata di 2,33724° rispetto all'eclittica.